# Пемза

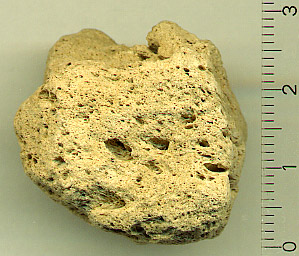
Пемза из вулкана Тейде, остров Тенерифе, Испания (шкала в см)

Пе́мза (пришло в XVIII веке из нидерл. pums, от лат. pumex, однокоренного с лат. spuma, «пена»), или пумицит, или трасс — пористое вулканическое стекло, образовавшееся в результате выделения газов при быстром застывании кислых и средних лав.

## Описание
Цвет пемзы в зависимости от содержания и валентности железа изменяется от белого и голубоватого до жёлтого, бурого и чёрного. Пористость достигает 80 %. Твёрдость по шкале Мооса — около 6, плотность 2—2,5 г/см³, объёмная масса 0,3—0,9 г/см³ (пемза плавает в воде, пока не намокнет). Большая пористость пемзы обусловливает хорошие теплоизоляционные свойства, а замкнутость большинства пор — хорошую морозостойкость. Огнестойка. Химически инертна.

## Применение
Используется как заполнитель в лёгких бетонах (пемзобетоне), как гидравлическая добавка к цементам и извести. В качестве абразивного материала применяется для шлифовки металла и дерева, полировки каменных изделий. Используется как гигиеническое средство для ухода за кожей стоп.
В химической промышленности из пемзы изготовляют фильтры, используют как инертную основу для различных катализаторов.

## Месторождения
Пемзы — полезное ископаемое, добываемое главным образом для нужд строительства и производства.
Пемзой в строительном деле часто называют также трасс (пористый трахитовый вулканический туф).
Пемзы добывают в районах вулканической активности, например, в Италии, Армении.

### История добычи и применения
Ещё в древности пемзу добывали в различных районах Средиземноморья (Липарские острова, Этна, Везувий и др.). Мелкопористую породу использовали для удаления ороговевших частиц кожи и волос, толчёный порошок — для чистки зубов. Для полировки строительного камня (мрамор, известняк) применяли куски пемзы более грубой структуры. Кроме того, в античности минерал использовался при выделке папируса, позднее — и пергамента. Пемзу применяли и для удаления надписей (в качестве стёрки).

## Галерея

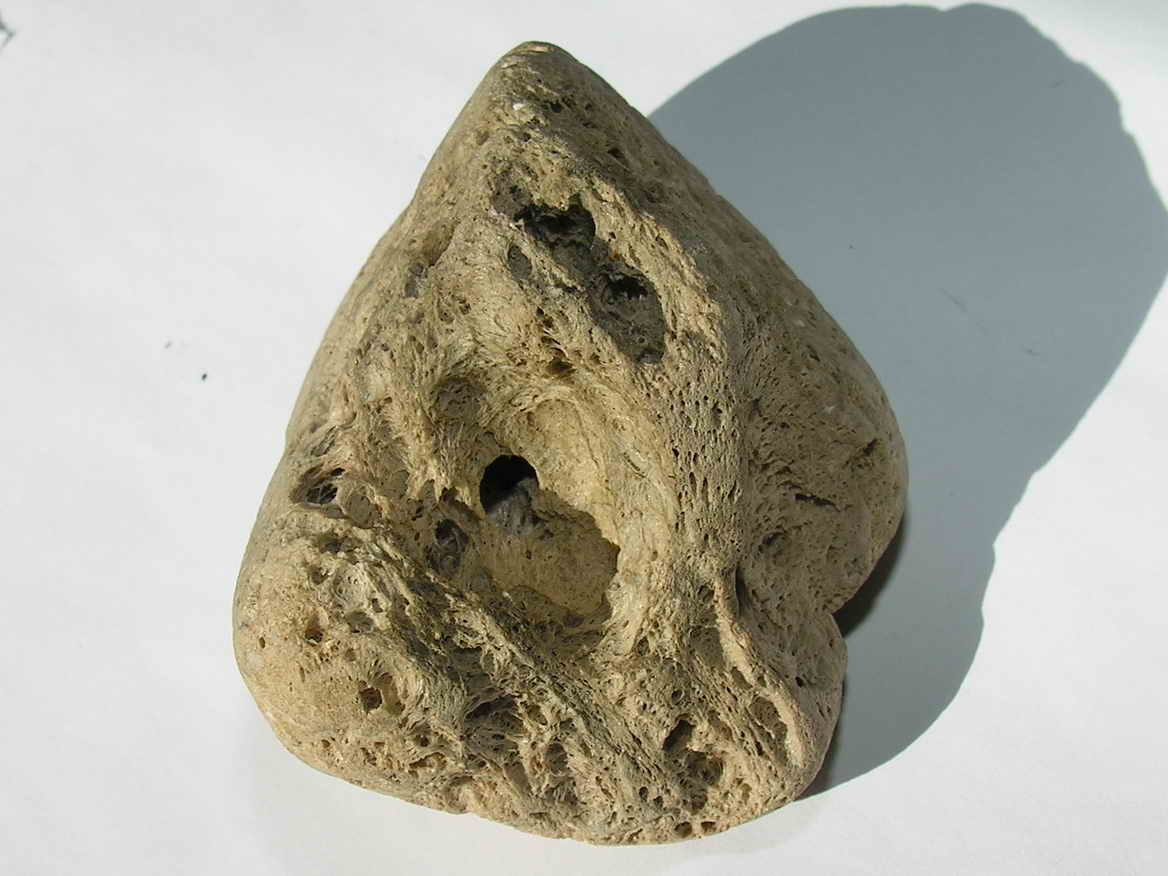
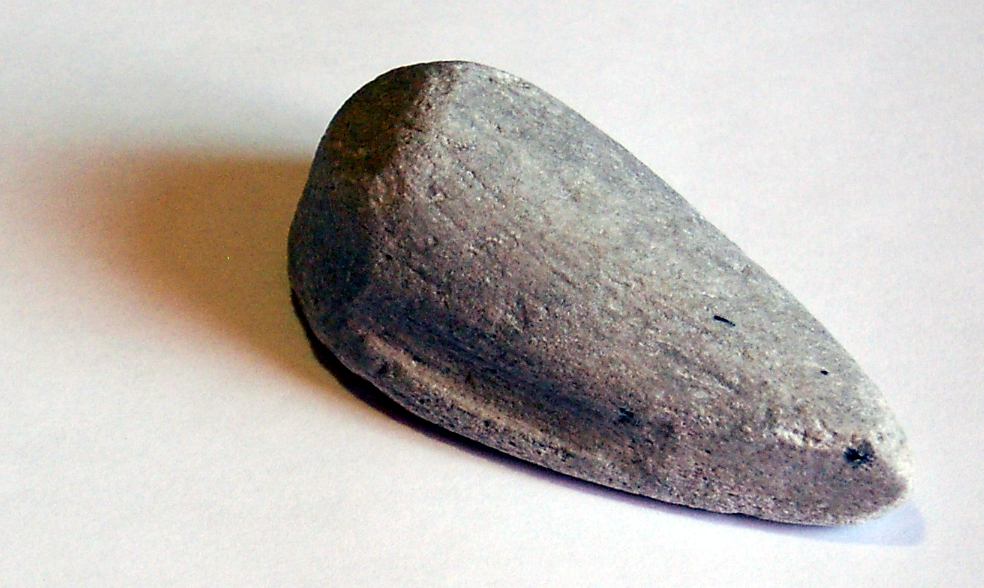
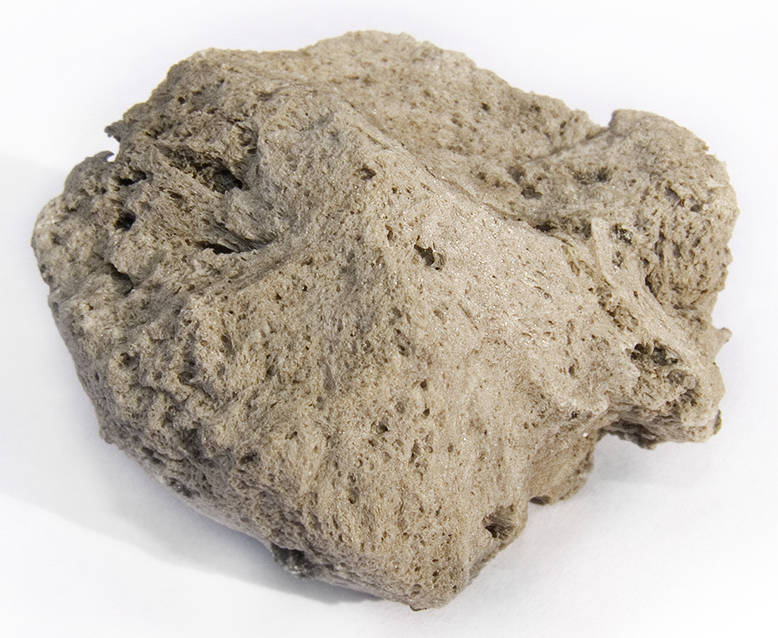
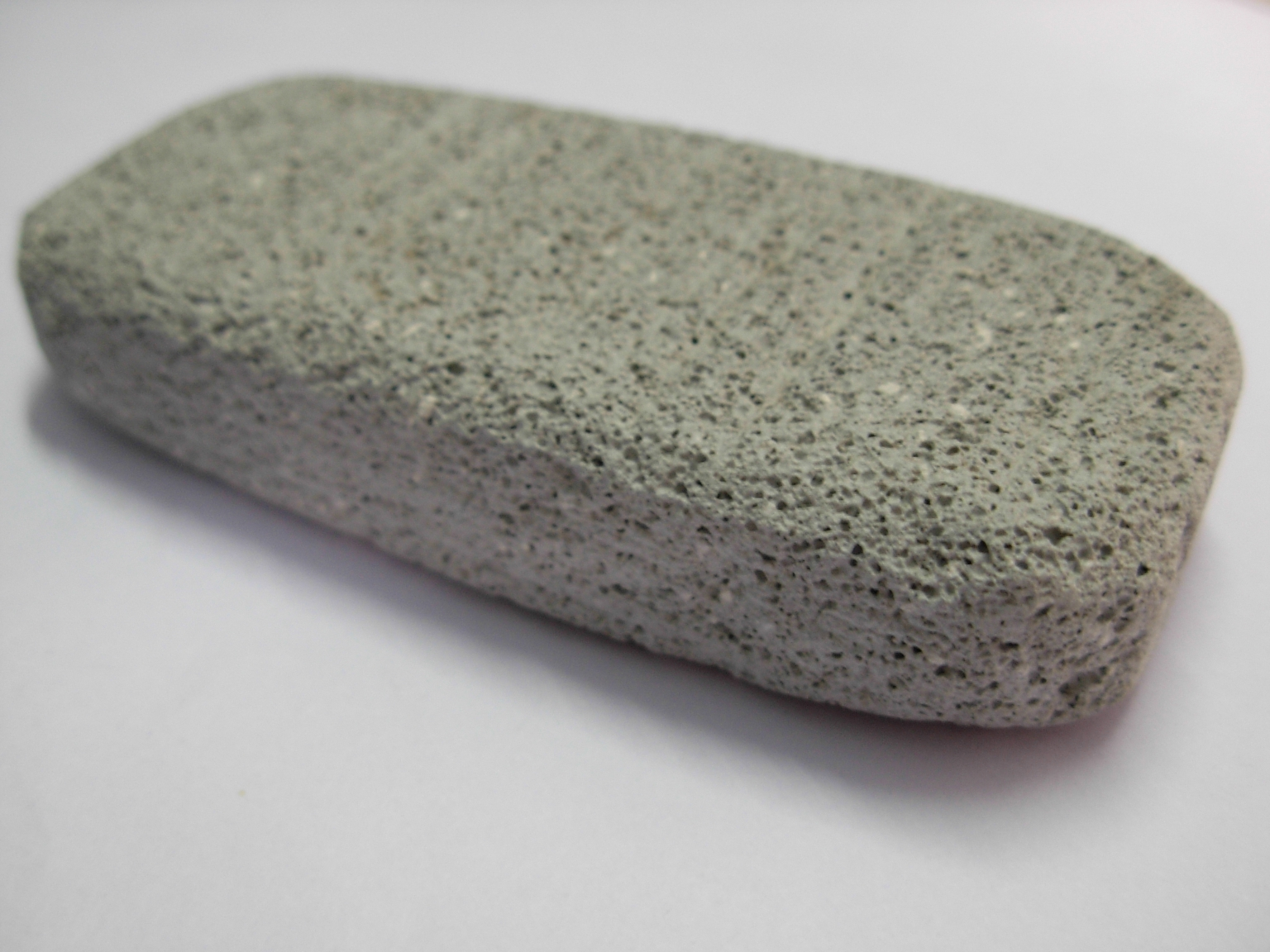